# Cina controllata dai comunisti (1927-1949)
La Cina controllata dai comunisti (中國共產黨革命根據地T, 中国共产党革命根据地S, zhōngguó gòngchǎndǎng gémìng gēnjùdìP), ufficialmente chiamata Zona sovietica (蘇區T, 苏区S, sūqūP) dal 1927 al 1937 e Zona libera (解放區T, 解放区S, jiěfàngqūP) dal 1946 al 1949, costituiva i territori della Cina controllati dal Partito Comunista Cinese dal 1927 al 1949 durante la Guerra civile cinese. Dal 1927 al 1933 la zona comprendeva: il Jinggangshan, il Jiangxi, il Fujian, l'Hubei-Henan-Anhui, l'Hubei-Hunan e l'Hunan-Jiangxi. Il primo Soviet, costituitosi nel 1927, fu il Soviet dell'Hailufeng. Il Soviet centrale del Jiangxi era la base principale del Partito Comunista, in cui il primo settembre 1931 il leader Mao Zedong emise una direttiva affinché quest'ultimo mobilitasse la regione come area di base. Poiché si verificarono problemi nel controllo dei territori al di fuori del Soviet del Jiangxi, nel 1933 si giunse ad un trasferimento completo delle forze comuniste al Soviet centrale.
Al momento dell'intervento dell'Unione Sovietica nella Seconda guerra mondiale, nel 1945, le forze sovietiche invasero lo Stato fantoccio giapponese del Manciukuò. Mao Zedong aveva previsto di mobilitare tra l'aprile ed il maggio del 1945 dalle centocinquanta mila alle duecentocinquanta mila unità provenienti da tutta la Cina per collaborare con le forze sovietiche nell'occupazione della Manciuria. Dopo la fine della guerra, i comunisti controllavano un terzo della Cina.

## Storia

### Proclamazione
Il 7 novembre 1931 (anniversario della Rivoluzione d'ottobre) a Ruijin (瑞金), nella provincia del Jiangxi si tenne una Conferenza nazionale dei Delegati del popolo; la Repubblica ricevette sostegno dall'Unione Sovietica per ospitare a Ruijin, già capitale nazionale, il congresso: fu proclamata la Repubblica Sovietica Cinese; si tenne pertanto una cerimonia e Mao Zedong – con altri comunisti – prese parte alla parata militare. Furono stampate nuove banconote e  riscosse delle tasse; questo è considerato l'inizio delle "Due Cine".

Bandiera del Partito Comunista Cinese dal 1921 al 1996.

Bandiera della Repubblica Sovietica Cinese

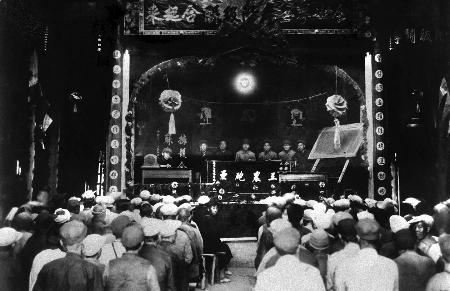
La cerimonia di proclamazione della Repubblica Sovietica Cinese a Ruijin

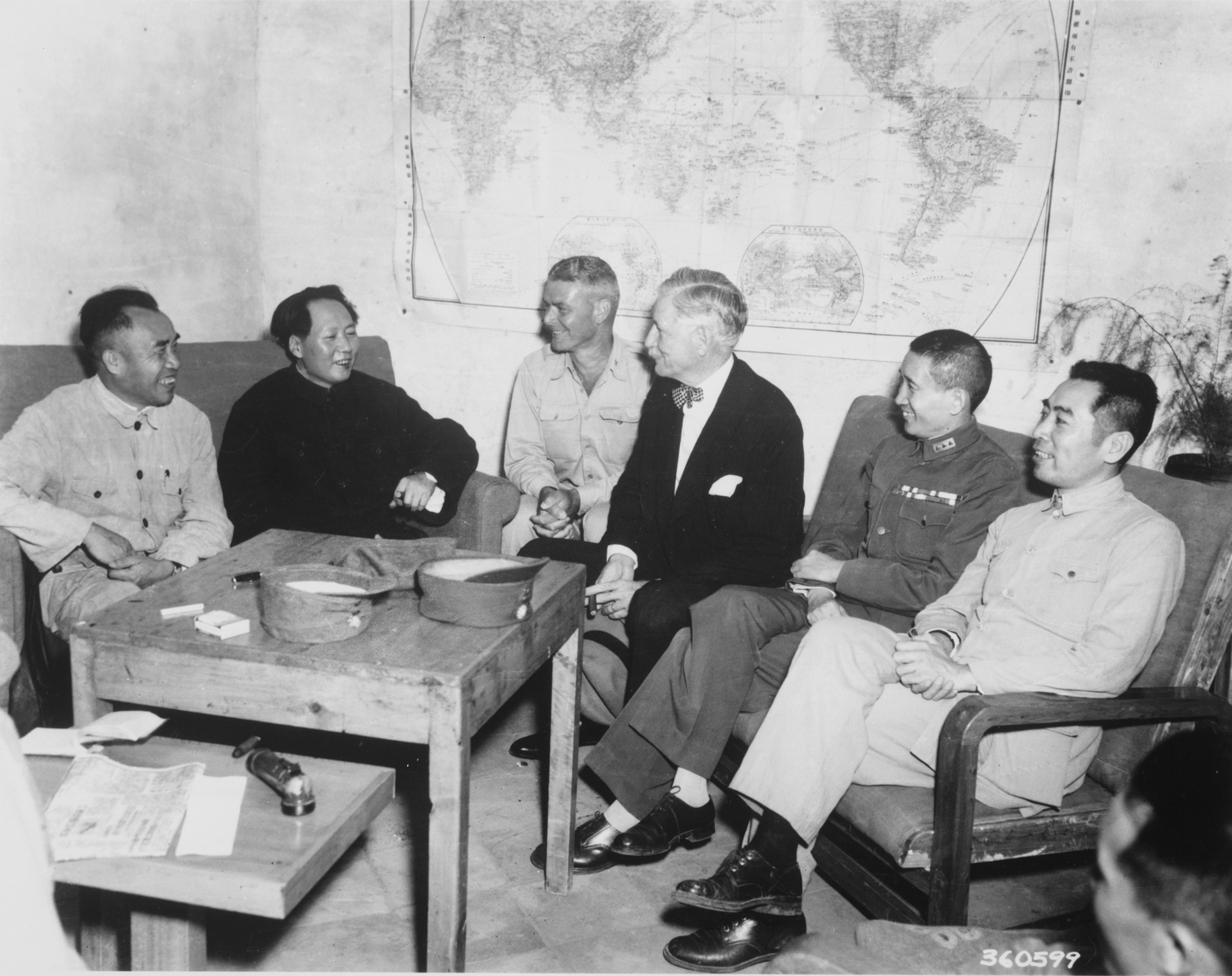
Mao Zedong (il secondo a destra in uniforme nera) e alcuni colleghi comunisti in un incontro ufficiale con l'ambasciatore degli Stati Uniti in Cina, Patrick Hurley (al centro), nel quartier generale del PCC a Yan'an

Con Mao sia nel ruolo di capo di stato (中央執行委員會主席, "Presidente del Comitato esecutivo centrale") che in quello di capo del governo (人民委員會主席, "Presidente del Consiglio dei Commissari del popolo"), il Paese poco a poco si espanse. All'apice della sua grandezza la Repubblica copriva trentamila chilometri quadrati di superficie e aveva una popolazione di tre milioni di abitanti. La sua economia era più stabile della maggior parte di quelle delle aree controllate dai signori della guerra. Oltre alla milizia e ai guerriglieri, l'Armata Rossa Cinese raggiunse più di centoquaranta mila unità nei primi anni trenta. L'Armata Rossa Cinese era dotata di moderne tecnologie di comunicazione come: telefoni, telegrafi e radio, di cui i signori della guerra mancavano e messaggi codificati trasmessi senza fili. Al tempo, solo l'esercito di Chiang Kai-shek era all'altezza delle forze comuniste.
Il Kuomintang, guidato da Chiang Kai-shek, si sentì minacciato dalla Repubblica Sovietica Cinese. Ciò indusse i signori della guerra a far sì che l'Esercito nazionalista assediasse la Repubblica, lanciando quelle che Chiang e i suoi colleghi nazionalisti chiamavano campagne di accerchiamento. Nella prima, nella seconda e nella terza campagna di accerchiamento di Chiang Kai-shek i nazionalisti furono sconfitti dall'Armata Rossa Cinese, guidata da Mao. Tuttavia, dopo la terza campagna, Mao fu sostituito da Wang Ming. L'Armata Rossa Cinese era comandata da un comitato di tre uomini, che comprendeva i soci di Wang Ming Otto Braun (il consigliere militare del Comintern), Bo Gu e Zhou Enlai. La Repubblica iniziò quindi un rapido declino a causa del suo incompetente comando militare. La nuova leadership non poteva liberarsi dell'influenza di Mao, che continuò durante la quarta campagna di accerchiamento e che proteggeva temporaneamente i comunisti; tuttavia, a causa dell'inefficienza del nuovo governo comunista, dopo la quarta campagna, l'Armata Rossa fu quasi dimezzata. Gran parte del suo equipaggiamento fu perso durante la quinta campagna di accerchiamento di Chiang; quest'ultima iniziò nel 1933 e fu orchestrata dai consiglieri tedeschi di Chiang, i quali propugnavano l'accerchiamento della Repubblica con blocchi fortificati. Ciò si rivelò efficace: nel tentativo di rompere il blocco, l'Armata Rossa assediò i forti molte volte, subendo gravi perdite e solo un successo limitato. Di conseguenza, la Repubblica Sovietica si ridusse notevolmente a causa della perdite materiali e di manodopera dell'Armata Rossa.

### Il collasso e la Lunga marcia
Il 10 ottobre 1934 il governo comunista diede l'ordine di ritirata; il 16 ottobre l'Armata Rossa Cinese iniziò quella che più tardi fu conosciuta come la Lunga marcia, lasciando la Repubblica Sovietica. Il 5 novembre, diciassette giorni dopo che la principale forza comunista lasciò la sua base, quando raggiunsero la città abbandonata di Ruijin, i nazionalisti si resero conto che fossero fuggiti. La destinazione originale era la base comunista di He Long nell'Hubei e quella finale (Yan'an) fu scelta solo più, dopo l'ascesa di Mao Zedong. Per evitare il panico, l'obiettivo fu tenuto segreto alla maggior parte delle persone (tra cui Mao Zedong); al pubblico fu detto che una parte dell'Armata Rossa Cinese sarebbe stata impegnata in una guerra mobile con le forze nazionaliste, e questa parte dell'esercito fu rinominata "Esercito di campo".

Mappa della Repubblica Sovietica Cinese e del percorso della Lunga marcia

Nell'autunno del 1934 i comunisti dovettero affrontare l'annientamento e la situazione convinse Mao e i suoi sostenitori che i comunisti avrebbero dovuto abbandonare le loro basi nella Repubblica. Tuttavia, il governo rifiutò di accettare la prospettiva di un fallimento sperando ancora di poter sconfiggere le forze nazionaliste. Il triumvirato elaborò un piano diversivo e un raduno dopo un ritiro temporaneo; dopo il raggruppamento sarebbe stato lanciato un contrattacco con le precedenti forze di diversione, allontanando i nazionalisti dalla Repubblica Sovietica CInese.
Il primo movimento della diversione in ritirata fu guidato da Fang Zhimin. Fang e il suo vice, Xun Weizhou, furono i primi a sfondare le linee del Kuomintang a giugno, seguiti da Xiao Ke ad agosto. Questi movimenti sorpresero i nazionalisti, che erano numericamente superiori ai comunisti e non si aspettavano un attacco al loro perimetro fortificato. Ciononostante, la forza di Fang Zhimin fu schiacciata dopo il suo successo iniziale e Xun Weizhou fu ucciso in azione. Quasi tutti i comandanti furono feriti e catturati vivi (incluso Fang Zhimin), e tutti furono giustiziati dai nazionalisti. L'unica eccezione era Su Yu, che fuggì. Xiao Ke non se la cavò meglio, anche se inizialmente le sue forze sfondarono e raggiunsero la base comunista di He Long in Hubei. Anche con le loro forze congiunte non poterono sfidare le forze nazionaliste e non tornarono fino alla fondazione della Repubblica Popolare Cinese 15 anni dopo.
Il fallimento della forza diversiva comportò la perdita di contatto con la Repubblica. Il governo comunista non riuscì a coordinare la sua prossima mossa, credendo ancora che un ritiro temporaneo vicino (o all'interno) della Repubblica Sovietica Cinese avrebbe permesso loro di riprendersi e contrattaccare.

### Dissoluzione
La Repubblica Sovietica Cinese continuò a esistere formalmente poiché i comunisti controllavano ancora alcune aree come l'Hubei, l'Henan e lo Shaanxi. Bao'an fu la capitale fino a quando il governo comunista non fu trasferito a Yan'an. La Repubblica Sovietica Cinese fu sciolta il 22 settembre 1937 quando il Partito Comunista Cinese pubblicò, nel Secondo Fronte Unito, il manifesto sull'unità con il Kuomintang; la Seconda guerra sino-giapponese iniziava poche settimane prima. Rimase de facto sotto il controllo del Partito Comunista Cinese Yan'an, che fu la sua roccaforte per il resto della guerra con il Giappone.